# Fed Cup 2016 – baráž 1. skupiny zóny Asie a Oceánie
Baráž 1. skupiny zóny Asie a Oceánie ve Fed Cupu 2016 představovala čtyři vzájemná utkání týmů, které obsadily stejné pořadí v blocích A a B. Vítěz zápasu družstev z prvních příček postoupil do baráže o účast ve Světové skupině II pro rok 2017. Družstva, která se umístila na druhém místě obou bloků spolu sehrála zápas o konečnou 3. a 4. pozici a třetí o 5. a 6. příčku. Poslední týmy v obou blocích nastoupily k utkání, z něhož poražený sestoupil do 2. skupiny zóny Asie a Oceánie pro rok 2017. 
Hrálo se 6. února 2016 v areálu Hua Hin Centennial Sports Club thajského města Hua Hin, a to na otevřených dvorcích s tvrdým povrchem. Postupujícím se stal Tchaj-wan a sestupujícím družstvem Uzbekistán. 

## Pořadí týmů
| Poř. | Blok A     | Blok B      |
| ---- | ---------- | ----------- |
| 1.   | Japonsko   | Tchaj-wan   |
| 2.   | Thajsko    | Čína        |
| 3.   | Indie      | Kazachstán  |
| 4.   | Uzbekistán | Jižní Korea |

## Zápas o postup
Vítězné týmy bloků sehrály zápas o postup do baráže o účast ve Světové skupině II pro rok 2017.

### Japonsko vs. Tchaj-wan
| | Japonsko | 1 :                                                          | 2   | Tchaj-wan |     |  |
| --- | -------- | ------------------------------------------------------------ | --- | --------- | --- |  |
| Hua Hin Centennial Sports Club, Hua Hin, Thajsko 6. února 2016 tvrdý (venku) |          |                                                              |     |           |     |  |
| \| \| \| \| 1. \| 2. \| 3. \| \| \| -- \| \| ------------------------------------------------------------ \| --- \| --- \| --- \| \| \| 1. \| \| Kurumi Naraová Čang Kchaj-čen \| 6 1 \| 6 4 \| \| \| \| 2. \| \| Nao Hibinová Sie Šu-wej \| 6 4 \| 3 6 \| 3 6 \| \| \| 3. \| \| Šúko Aojamová / Eri Hozumiová Čan Chao-čching / Čan Jung-žan \| 3 6 \| 3 6 \| \| \| \| \| \| \| \| \| \| \| \| \| \| \| \| \| \| \| \| \| \| \| \| \| \| \| \| \| \| \| \| \| \| \| \| \| \| \| \| \| \| \| |          |                                                              |     |           |     |  |
| |          |                                                              | 1.  | 2.        | 3.  |  |
| 1. |          | Kurumi Naraová Čang Kchaj-čen                                | 6 1 | 6 4       |     |  |
| 2. |          | Nao Hibinová Sie Šu-wej                                      | 6 4 | 3 6       | 3 6 |  |
| 3. |          | Šúko Aojamová / Eri Hozumiová Čan Chao-čching / Čan Jung-žan | 3 6 | 3 6       |     |  |
| |          |                                                              |     |           |     |  |
| |          |                                                              |     |           |     |  |
| |          |                                                              |     |           |     |  |
| |          |                                                              |     |           |     |  |
| |          |                                                              |     |           |     |  |

## Zápas o 3. místo
Druhé týmy bloků sehrály zápas o třetí a čtvrté místo 1. skupiny zóny.

### Thajsko vs. Čínská lidová republika
| | Thajsko | 1 :                                                                  | 2   | Čínská lidová republika |     |  |
| --- | ------- | -------------------------------------------------------------------- | --- | ----------------------- | --- |  |
| Hua Hin Centennial Sports Club, Hua Hin, Thajsko 6. února 2016 tvrdý (venku) |         |                                                                      |     |                         |     |  |
| \| \| \| \| 1. \| 2. \| 3. \| \| \| -- \| \| -------------------------------------------------------------------- \| --- \| ---- \| --- \| \| \| 1. \| \| Luksika Kumkhumová Wang Ja-fan \| 2 6 \| 7 63 \| 2 6 \| \| \| 2. \| \| Peangtarn Plipuečová Wang Čchiang \| 2 6 \| 6 4 \| 2 6 \| \| \| 3. \| \| Luksika Kumkhumová / Peangtarn Plipuečová Liang Čchen / Wang Čchiang \| 5 7 \| 7 62 \| 6 4 \| \| \| \| \| \| \| \| \| \| \| \| \| \| \| \| \| \| \| \| \| \| \| \| \| \| \| \| \| \| \| \| \| \| \| \| \| \| \| \| \| \| |         |                                                                      |     |                         |     |  |
| |         |                                                                      | 1.  | 2.                      | 3.  |  |
| 1. |         | Luksika Kumkhumová Wang Ja-fan                                       | 2 6 | 7 63                    | 2 6 |  |
| 2. |         | Peangtarn Plipuečová Wang Čchiang                                    | 2 6 | 6 4                     | 2 6 |  |
| 3. |         | Luksika Kumkhumová / Peangtarn Plipuečová Liang Čchen / Wang Čchiang | 5 7 | 7 62                    | 6 4 |  |
| |         |                                                                      |     |                         |     |  |
| |         |                                                                      |     |                         |     |  |
| |         |                                                                      |     |                         |     |  |
| |         |                                                                      |     |                         |     |  |
| |         |                                                                      |     |                         |     |  |

## Zápas o 5. místo
Druhé týmy bloků sehrály zápas o páté a šesté místo 1. skupiny zóny.

### Indie vs. Kazachstán
| | Indie | 3 :                                                                               | 0    | Kazachstán |     |          |
| --- | ----- | --------------------------------------------------------------------------------- | ---- | ---------- | --- | -------- |
| Hua Hin Centennial Sports Club, Hua Hin, Thajsko 6. února 2016 tvrdý (venku) |       |                                                                                   |      |            |     |          |
| \| \| \| \| 1. \| 2. \| 3. \| \| \| -- \| \| --------------------------------------------------------------------------------- \| ---- \| --- \| --- \| -------- \| \| 1. \| \| Prerna Bhambriová Galina Voskobojevová \| 6 2 \| 4 6 \| 6 2 \| \| \| 2. \| \| Ankita Rainová Jaroslava Švedovová \| 7 62 \| 6 0 \| \| skreč \| \| 3. \| \| Ankita Rainová / Prarthana Thombareová Jaroslava Švedovová / Galina Voskobojevová \| 6 0 \| 6 0 \| \| bez boje \| \| \| \| \| \| \| \| \| \| \| \| \| \| \| \| \| \| \| \| \| \| \| \| \| \| \| \| \| \| \| \| \| \| \| \| \| \| \| \| \| |       |                                                                                   |      |            |     |          |
| |       |                                                                                   | 1.   | 2.         | 3.  |          |
| 1. |       | Prerna Bhambriová Galina Voskobojevová                                            | 6 2  | 4 6        | 6 2 |          |
| 2. |       | Ankita Rainová Jaroslava Švedovová                                                | 7 62 | 6 0        |     | skreč    |
| 3. |       | Ankita Rainová / Prarthana Thombareová Jaroslava Švedovová / Galina Voskobojevová | 6 0  | 6 0        |     | bez boje |
| |       |                                                                                   |      |            |     |          |
| |       |                                                                                   |      |            |     |          |
| |       |                                                                                   |      |            |     |          |
| |       |                                                                                   |      |            |     |          |
| |       |                                                                                   |      |            |     |          |

## Zápas o udržení
Týmy na posledních místech bloků, třetí z bloku A a čtvrtý z bloku B, sehrály zápas o udržení. Poražený sestoupil do 2.skupiny zóny Asie a Oceánie pro rok 2017.

### Uzbekistán vs. Jižní Korea
| | Uzbekistán | 0 :                                                             | 3   | Jižní Korea |     |          |
| --- | ---------- | --------------------------------------------------------------- | --- | ----------- | --- | -------- |
| Hua Hin Centennial Sports Club, Hua Hin, Thajsko 6. února 2016 tvrdý (venku) |            |                                                                 |     |             |     |          |
| \| \| \| \| 1. \| 2. \| 3. \| \| \| -- \| \| --------------------------------------------------------------- \| --- \| ----- \| --- \| -------- \| \| 1. \| \| Arina Folcová Han Na-lae \| 0 6 \| 78 66 \| 0 6 \| \| \| 2. \| \| Nigina Abduraimovová Jang Su-jeong \| 3 6 \| 0 6 \| \| \| \| 3. \| \| Nigina Abduraimovová / Arina Folcová Han Na-lae / Jang Su-jeong \| 0 6 \| 0 6 \| \| bez boje \| \| \| \| \| \| \| \| \| \| \| \| \| \| \| \| \| \| \| \| \| \| \| \| \| \| \| \| \| \| \| \| \| \| \| \| \| \| \| \| \| |            |                                                                 |     |             |     |          |
| |            |                                                                 | 1.  | 2.          | 3.  |          |
| 1. |            | Arina Folcová Han Na-lae                                        | 0 6 | 78 66       | 0 6 |          |
| 2. |            | Nigina Abduraimovová Jang Su-jeong                              | 3 6 | 0 6         |     |          |
| 3. |            | Nigina Abduraimovová / Arina Folcová Han Na-lae / Jang Su-jeong | 0 6 | 0 6         |     | bez boje |
| |            |                                                                 |     |             |     |          |
| |            |                                                                 |     |             |     |          |
| |            |                                                                 |     |             |     |          |
| |            |                                                                 |     |             |     |          |
| |            |                                                                 |     |             |     |          |

## Konečné pořadí
| Pořadí   | Tým         |
| -------- | ----------- |
| Postup   | Tchaj-wan   |
| 2. místo | Japonsko    |
| 3. místo | Čína        |
| 4. místo | Thajsko     |
| 5. místo | Indie       |
| 6. místo | Kazachstán  |
| 7. místo | Jižní Korea |
| Sestup   | Uzbekistán  |

Výsledek
- Tchaj-wan postoupil do baráže o účast ve Světové skupině II pro rok 2017,
- Uzbekistán sestoupil do 2. skupiny zóny Asie a Oceánie pro rok 2017.